# Daria Kachánova
Daria Dmítriyevna Kachánova –en ruso, Дарья Дмитриевна Качанова– (Nizhni Nóvgorod, 17 de septiembre de 1997) es una deportista rusa que compite en patinaje de velocidad sobre hielo.
Ganó dos medallas en el Campeonato Mundial de Patinaje de Velocidad sobre Hielo en Distancia Individual, plata en 2020 y bronce en 2019, cuatro medallas en el Campeonato Europeo de Patinaje de Velocidad sobre Hielo en Distancia Individual, en los años 2020 y 2022, y una medalla de plata en el Campeonato Europeo de Patinaje de Velocidad sobre Hielo en Distancia Corta de 2019.

## Palmarés internacional
| Campeonato Mundial en Distancia Individual | Campeonato Mundial en Distancia Individual | Campeonato Mundial en Distancia Individual | Campeonato Mundial en Distancia Individual |
| Año                                        | Lugar                                      | Medalla                                    | Prueba                                     |
| ------------------------------------------ | ------------------------------------------ | ------------------------------------------ | ------------------------------------------ |
| 2019                                       | Inzell (Alemania)                          | Medalla de bronce                          | Velocidad por equipos                      |
| 2020                                       | Salt Lake City (Estados Unidos)            | Medalla de plata                           | Velocidad por equipos                      |
| Campeonato Europeo en Distancia Individual |                                            |                                            |                                            |
| Año                                        | Lugar                                      | Medalla                                    | Prueba                                     |
| 2020                                       | Heerenveen (Países Bajos)                  | Medalla de oro                             | Velocidad por equipos                      |
| 2020                                       | Heerenveen (Países Bajos)                  | Medalla de plata                           | 1000 m                                     |
| 2022                                       | Heerenveen (Países Bajos)                  | Medalla de bronce                          | 500 m                                      |
| 2022                                       | Heerenveen (Países Bajos)                  | Medalla de bronce                          | 1000 m                                     |
| Campeonato Europeo en Distancia Corta      |                                            |                                            |                                            |
| Año                                        | Lugar                                      | Medalla                                    | Prueba                                     |
| 2019                                       | Collalbo (Italia)                          | Medalla de plata                           | Clasificación general                      |